# 袁昌英
袁昌英（1894年10月11日—1973年4月28日），字蘭子、蘭紫，筆名楊袁昌英、昌英、袁美等，湖南醴陵人，近代女作家、教育家、戲作家及翻譯家。與蘇雪林、凌叔華合稱為「珞珈三女傑」。她以現代主義重新創作的劇作《孔雀東南飛》，散文《遊新都後的感想》和《再遊新都的感想》開創了中國女作家的創作先河。她也是一名外國文學研究家，藝術史家。

## 生平

### 書香門第
- 1894年，清光緒二十年農曆九月十三日出生於湖南省醴陵縣八步橋耿境壩一鄉紳家庭。父親袁家普時為醴陵淥江書院生員，後自日本早稻田大學畢業歸國。
- 1902年，在醴陵鄉下私塾讀書。
- 1905年，在江西萍鄉正本女校讀書。
- 1911年，在長沙遵道女校讀書，兼任培德小學教員。
- 1912年，隨父親袁家普到北京、雲南，居家延師學英文。
- 1914年，就讀於上海教會學校中西女塾。
- 1916年，留學英國，初進倫敦Black Heath High School，次年升入蘇格蘭愛丁堡大學。
- 1920年，在留英學生于上海所辦的「太平洋雜誌」上發表通訊《大學男女同校說》和評論《論女子留學的必要》
- 1921年，七月自愛丁堡大學畢業，以莎士比亞悲劇《哈姆雷特》的論文獲文學碩士學位。同年十月，返回中國，與長其十歲的楊端六結婚。她是獲得愛丁堡大學文學碩士學位的第一位中國女性。

### 教育志業
- 1922年，由王世傑、周鯁生介紹，在北京女子高等師範學校教英國小說及散文。
- 1923年，出版首部著作《法蘭西文學。二月長女楊靜遠出生。
- 1924年，轉至上海澄衷中學教英文。
- 1926年，赴法國巴黎大學研究院深造。
- 1928年，返回上海，在胡適任校長的中國公學當教授，講授莎士比亞戲劇及散文；同年，以蔡元培為院長的“國立中央研究院”成立，楊端六被任命為最初三研究所之一的社會科學研究所所長。

### 珞珈三女
- 1929年，開始執教于武漢大學，主講希臘悲劇、希臘及羅馬神話、戲劇入門、法文、現代歐美戲劇、法國戲劇、中英翻譯等課程。
- 1930年，三月與出版《孔雀東南飛及其他獨幕劇》，是五篇劇作結集。這年楊端六也受聘于武大。後來由於有越來越多的夫妻留學生要進武大，學校就立了夫妻兩人不能同時在武大教課這麼一項規矩，他倆是唯一的例外。
- 1931年，九一八事變發生後，她帶領學生為馬占山將軍領導的抗日義勇軍奔走募捐，日夜趕制寒衣。
- 1933年，三月長子楊弘遠出生。在三十年代袁昌英與也在武大的兩位著名女作家淩叔華和蘇雪林並稱「珞珈三女傑」。

### 抗日戰爭
- 1937年，七月七日抗日戰爭爆發。出版首部散文集《山居散墨》。
- 1938年，6月日軍三面包圍武漢，楊端六受命負責武漢大學西遷四川省樂山縣，任遷校委員會委員長，袁昌英全家隨遷。
- 1943年，與蘇雪林出版合集《生死與人生三部曲》。
- 1945年，抗戰勝利後，曾倡議創辦一所中國女子大學，未能如願。在顧如的引薦下，被聘為三青團一屆中央評議員。
- 1946年，武漢大學遷回武昌東湖濱珞珈山原校址，楊端六任武漢大學複校委員會主任委員、武漢大學教務長，袁也一起返回。
- 1947年，出版抗戰四幕話劇《飲馬長城窟》。此後作品未結集者五六十萬字，又有英文著作《中國愛國文學》數十萬字，未能發行。[1]
- 1948年，被武漢大學推選為國民大會代表。

### 山河巨變
- 1949年，五月人民解放軍佔領武漢。
- 1950年，她將自己的藏書幾乎全部捐獻給武大圖書館。六月朝鮮戰爭（中國大陸稱抗美援朝）開始後，夫婦倆是所有武大教師中捐錢最多的。曾三次參加武漢市文代會。
- 1952年，全國高等學校院系調整，武漢大學取消外文系，被調到中文系任教授。
- 1955年，加入中國作家協會。
- 1956年，當選為湖北省政協委員，並加入中國民主同盟。

### 反右之烖
- 1957年，五月一月中共中央在人民日報上公佈開展全黨整風運動的檔，反對官僚主義、宗派主義、主觀主義──俗稱三害，六月八日把「整風運動」改變成「反右鬥爭」。反右運動中袁昌英被劃為右派。由此被撤銷教職，下放到校圖書館勞動改造；在遭批判的同時又被追究三青團和國大代表的歷史問題。
- 1958年，被湖北省高級人民法院宣判為歷史反革命，開除公職，管制兩年。因年老體弱，她才沒有遣送外地勞改，留在校園中由居民委員會監督勞動，打掃街道。
- 1962年，被摘掉右派分子帽子。

### 孤影殘照
- 1966年，五月文革發生。袁昌英、楊端六又都因歷史反革命身份而遭到批判打擊。女兒楊靜遠自美國留學於1948年回國後到北京工作。兒子楊弘遠於1954年在武大畢業後留校任教，早因受到壓力而與父母分居以劃清界限，此時又決定斷絕一切關係。9月5日，楊端六病逝。
- 1970年，元月75歲時被校方勒令離開武漢，遷回老家湖南醴陵駱家坳的遠親袁星山家落戶，靠女兒每月寄二十元生活費維持生活。

### 化作春泥
- 1973年，4月28日逝世於湖南醴陵老家，終年七十八歲。九月二十四日同為「珞珈三女傑」的蘇雪林在臺灣和淚寫<哭蘭子>[2]一文。
- 1979年，十月九日湖北省高級人民法院下達刑事判決書：撤銷本院1958年12月16日對袁昌英判處二年的刑事判決。
- 1983年，二月臺灣商務印書館在初版五十年後重新出版戲劇集《孔雀東南飛及其他獨幕劇》，並由蘇雪林作序。[3]
- 1985年，湖南人民出版社出版《袁昌英作品選》，是1949年後她的作品在熱愛的祖國首次出版。
- 1986年，臺北洪範書店出版《袁昌英文選》，由蘇雪林主編。

## 家庭
- 楊端六：丈夫(1885-1966)。近代著名經濟學家。
- 楊靜遠：長女（1923-2015）。武漢大學外文系教授，人民文學出版社編輯、及作家。
- 楊弘遠：長子(1933-2010)。為武漢大學教授，中國科學院院士，中國被子植物胚胎學的開拓者之一。

## 作品

### 散文
- 《山居散墨》，上海：商務印書館，1937年7月；河北教育出版社，1994年
- 《行年四十》，上海：商務印書館，1945年
- 《生死、友誼》，1948年
- 《袁昌英文選》，蘇雪林編，臺北：洪範書店，1986年
- 《袁昌英散文選集》王之平編，天津：百花文藝出版社，1991年

### 小說
- 《牛》，1929年

### 劇本
- 《孔雀東南飛及其他獨幕劇》(戲劇集)，上海：商務印書館，1930年10月；臺灣商務印書館，1983年2月修訂版。
- 《春雷之夜》，1935年
- 《文壇幻舞》，1935年
- 《飲馬長城窟》1942年寫成，上海：正中書局，1947年

### 翻譯
- 《瑪婷：痛苦的靈魂》法班拿，上海：商務印書館，1929年8月

### 論述
- 《法蘭西文學》上海：商務印書館，1922年
- 《法國文學》上海：商務印書館，1946年
- 《中國愛國文學》(英文)(未出版)。

### 合集
- 《袁昌英作品選》李楊編選），長沙：湖南人民出版社出版，1985年

### 合著
- 《生死與人生三部曲》與蘇雪林同著，1947年

## 研究
- 《中國二0年代女性劇作家的作品風格 : 以白薇、袁昌英、濮舜卿為例》，梁純菁，碩士論文--中國文化大學藝術研究所戲劇組 ，1997年